# 大崎市立真山小学校
大崎市立真山小学校（おおさきしりつ まやましょうがっこう）は、宮城県大崎市岩出山字上真山にあった公立小学校。140年以上の歴史がある。へき地等級1級。

## 沿革
- 1873年（明治6年） - 第7学区第2中学区上真山小学校の名称で創立する。（児童数：男子132名・女子4名）。
- 1880年（明治13年） - 本校を上真山機織に新築し、他に2分校（葛岡分校・下真山分校）を設置。
- 1885年（明治18年） - 新校舎を現在地に新築し、2分校とも本校に合併。
- 1986年（明治19年） - 真山尋常小学校と改称。
- 1901年（明治34年） - 真山尋常高等小学校となり、修業年限は尋常科4年、高等科4年となる。
- 1908年（明治41年） - 義務教育の延長により、尋常化6年、高等科2年となる。
- 1941年（昭和16年） - 真山国民学校となる。
- 1947年（昭和22年） - 国民学校令が廃止され、真山小学校と改称。
- 1954年（昭和29年） - 町村合併により、岩出山町立真山小学校となる。
- 1963年（昭和38年） - こども貯金組合、優良組合として大蔵大臣より表彰される。
- 1965年（昭和40年） - 校舎新築（鉄筋2階建て8教室）。
- 1969年（昭和44年） - 小中共用プール設置。
- 1974年（昭和49年） - 遊具施設、低鉄棒移動、回転ブランコ設置。
- 1977年（昭和52年） - 屋内体育館落成。
- 1983年（昭和58年） - ふるさと真山ローターリー花壇造成。
- 1985年（昭和60年） - 新校舎、給食棟、校舎前庭園落成。
- 1992年（平成4年） - NHK合唱コンクール県大会出場。
- 1993年（平成5年） - 特殊学級（ポプラ学級情緒障害）設置完了。
- 1997年（平成9年） - 学校給食センター方式開始（補食給食）。
- 1998年（平成10年） - 地区民との合同運動会開始。併設の真山幼稚園が閉園となる。パソコン10台設置。
- 2000年（平成12年） - インターネット使用開始。
- 2003年（平成15年） - 東校舎及び西校舎壁面等地震災害補修工事。
- 2005年（平成17年） - 市町村合併により、大崎市立真山小学校となる[2]。
- 2009年（平成21年） - 複式学級開設（2・3年9名）。
- 2010年（平成22年） - 複式学級（2・3年10名）TV地デジ放送に切替（7台）。
- 2011年（平成23年） - 複式学級（4・5年9名）。
- 2012年（平成24年） - 複式学級（4・5年10名）。
- 2013年（平成25年） - 複式学級（4・5年15名）。
- 2014年（平成26年） - 複式学級（2・3年16名）全児童数47名。
- 2018年（平成30年） - 閉校。大崎市立岩出山小学校（旧）・大崎市立西大崎小学校・大崎市立上野目小学校・大崎市立池月小学校と統合し、大崎市立岩出山小学校（新）を新設。

## 教育目標
- 健康で自ら学び，心豊かな子どもを育てる。

## 学区
- 小倉、上馬舘、下馬舘、大坪、小坪、黄金田、小松川（以上、行政区）[3]

## 卒業生の進路
公立中学校の場合
- 大崎市立岩出山中学校